# Casearia randioides
Casearia randioides är en videväxtart som beskrevs av Cyrus Longworth Lundell. Casearia randioides ingår i släktet Casearia och familjen videväxter. Inga underarter finns listade i Catalogue of Life.